# 革命保卫者
革命保卫者（普什圖語：‎，羅馬化：Sarandoy）是阿富汗民主共和国的宪兵部队，隶属于内政部，存在于1978年—1992年。该部队由阿富汗人民民主党人民派控制。